# Andreas Wermeling
Andreas Wermeling (* 1959 in Greven, Westfalen) ist ein deutscher Organist, Jazzpianist und Komponist.
Nach dem Abschluss seines C-Examens 1976 in Münster und seinem Abitur 1977 studierte er Kirchenmusik, Musikwissenschaft, Theologie und Musikerziehung in Münster und Dortmund.
Von 1976 bis 1987 war er als Kirchenmusiker in St. Mariä Himmelfahrt in Greven tätig, seit 1989 ist er Organist in der St.-Antonius-Basilika in Rheine. 1992 gründete er das Label „Edition organum“, mit dem er vor allem unbekannte Orgelkompositionen auf den Tonträgermarkt brachte.
Wermeling widmet sich als Komponist unter anderem der Integration von Jazz und Kirchenmusik. Er hat zahlreiche Werke und Bearbeitungen für Orgel, Chor und Kammermusik verfasst.
Seit 1998 ist er außerdem Kreisdekanatskirchenmusiker für den Kreis Steinfurt und lehrt am bischöflichen Kirchenmusikinstitut Münster.
Er ist Mitglied des Wermeling-Wilson-Biewald Jazztrios.

## Werke (Auswahl)
- Hölzern Samba für Oboe und Orgel, 1984[3]
- Introduktion, Kanon und Variationen für 2 Trompeten, 2 Posaunen und Orgel, 1990
- Jean Langlais Meets Miles Davis für Orgel, 1993[3]
- Suite a´la Lennon/Mc Cartney für Orgel, 1994
- Blues Round a Detuned G für Orgel, 1996
- Ein neues Requiem für Chor, T-Solo, Oboe, Klavier, Orgel, Bassgitarre und Schlagzeug, 1997[4]
- Magnificat für Chor, S-Solo und Orgel, 2000
- „Il Santo“, Das Leben des Heiligen Antonius v. Padua, Kindermusical, 2004[5]
- Paulus, Singspiel für Chor, Bläser und Orgel, 2009[6]